# Estação Tchiornaia Retchka
Tchiornaia Retchka (em russo:  Чёрная речка) é uma das estações da linha Moskovsko-Petrogradskaia (Linha 2) do metro de São Petersburgo, na Rússia. Estação «Tchiornaia Retchka» está localizada entre as estações «Pionerskaia» (ao norte) e «Petrogradskaia» (ao sul).